# Cocconia miconiae
Cocconia miconiae är en svampart som beskrevs av Bat. & A.F. Vital 1960. Cocconia miconiae ingår i släktet Cocconia och familjen Parmulariaceae.   Inga underarter finns listade i Catalogue of Life.